# Стів Гоурі
Стів Гоурі́ (фр. Steve Gohouri; 8 лютого 1981, Абіджан — 31 грудня 2015, Крефельд, Кот-д'Івуар) — івуарійський футболіст, що грав на позиції захисника.
Виступав, зокрема, за клуби «Парі Сен-Жермен» та «Боруссія» (Менхенгладбах), а також національну збірну Кот-д'Івуару.

## Клубна кар'єра
Народився в Абіджані, у віці п'яти років він переїхав до Франції разом зі своєю сім'єю, і виріс в передмісті Парижа. Він почав свою кар'єру в клубі «Бретіньї», де він грав разом з Патрісом Евра і разом з ним перейшов в академію клубу «Парі Сен-Жермен».
Дорослу футбольну кар'єру розпочав 1997 року в основній команді «Парі Сен-Жермен», де, однак, не провів жодної гри за основний склад, зігравши лише гру за другу команду клубу. Після цього він перейшов у ізраїльський клуб «Бней-Єгуда», де провів один сезон.

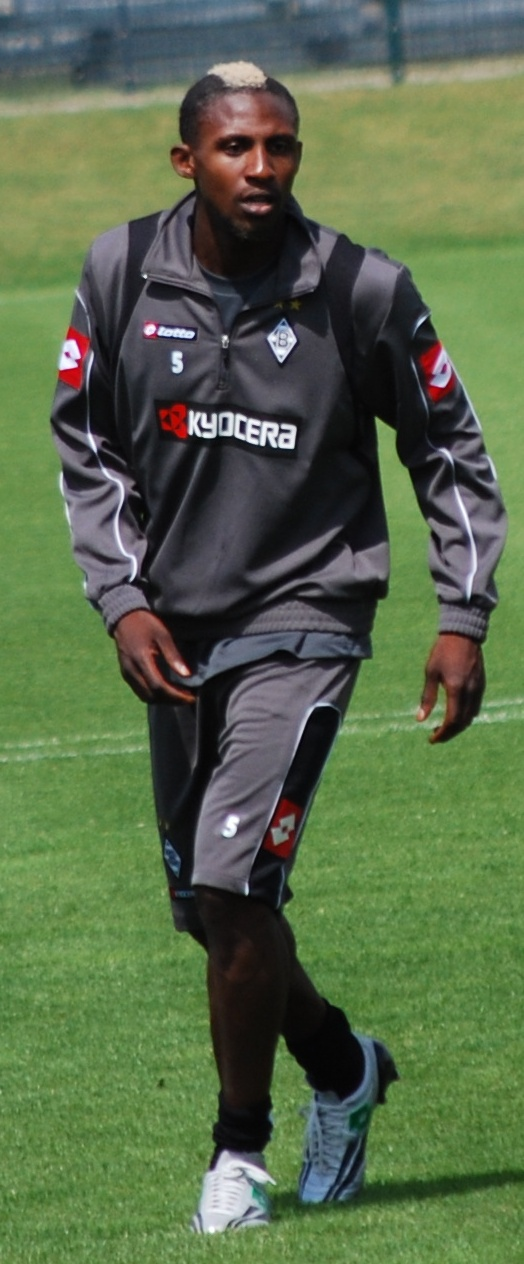
Стів Гоурі під час виступів за «Боруссію».

У 2000 році Гоурі перейшов у швейцарський клуб «Івердон Спорт». Там він виступав два сезони, його єдиним досягненням в складі команди став вихід у фінал Кубка Швейцарії у 2001 році. У січні 2003 року Гоурі перейшов у італійську «Болонью», але не зіграв за клуб жодної гри. По закінченні сезону Гоурі перейшов в клуб «Вадуц» з Ліхтенштейна, що грав у другому швейцарському дивізіоні. У складі «Вадуца» він виграв два Кубка Ліхтенштейну. Потім він повернувся до Швейцарії, де грав за «Янг Бойз», з яким дійшов до фіналу Кубка Швейцарії в 2006 році.
28 грудня 2006 року Гоурі перейшов в «Боруссію» з Менхенгладбаха, сума трансферу склала 1,5 млн євро. У «Боруссії» Гоурі зайняв тверде місце в основі команди, провівши у своєму першому сезоні в клубі 14 ігор, проте команда вилетіла до Другої Бундесліги. У серпні 2007 року Гоурі міг перейти у французький «Лілль». У жовтні 2007 року Стів втратив місце в складі через те, що напередодні матчу з «Кельном» він був помічений на кельнській дискотеці разом з партнером по команді, Сумайлою Кулібалі. Лише в лютому 2008 року Гоурі став знову виступати за основний склад команди. У вересні 2008 року Гоурі був відправлений на другий склад «Боруссії» тренером Йосом Луукаєм через те, що пропустив кілька необхідних медичних процедур. Тоді ж Гоурі висловив бажання грати у Англії. Взимку 2009 року Гоурі цікавилися російські клуби, а також «Сток Сіті» та «Сандерленд». Влітку 2009 року Гоурі був остаточно переведений в другий склад команди. Його хотів підписати «Портсмут», але угода не відбулася. 23 грудня 2009 року «Боруссія» розірвала контракт з Гоурі.
12 січня 2010 року Гоурі перейшов в клуб «Віган Атлетік» з англійської Прем'єр-ліги, підписавши контракт до кінця сезону. За перші півроку в команді Гоурі провів 5 матчів і забив 1 гол. У травні 2010 року «Віган» продовжив контракт із захисником на 2 роки.
Згодом протягом 2012—2015 років захищав кольори ізраїльського «Маккабі» (Тель-Авів), грецького «Шкода Ксанті» та німецького «Рот Вайса» (Ерфурт).
Останнім клубом футболіста стала німецька команда «Штайнбах», до якої івуарієць перейшов незадовго до смерті.

## Виступи за збірну
У серпні 2006 року дебютував в офіційних матчах у складі національної збірної Кот-д'Івуару в грі зі збірною Сенегалу. 21 березня 2007 року захисник двічі відзначився в товариському матчі проти збірної Маврикію (3:0). А через чотири дні забив гол у відбірковому матчі Кубка африканських націй з Мадагаскаром (3:0).
У складі збірної був учасником Кубка африканських націй 2008 року у Гані та чемпіонату світу 2010 року у ПАР.
Протягом кар'єри у національній команді, яка тривала 5 років, провів у формі головної команди країни 13 матчів, забивши 3 голи.

## Смерть
12 грудня 2015 року Гоурі був оголошений зниклим безвісти, після того як сім'я подала заяву в поліцію. Востаннє Гоурі бачили на різдвяній вечірці клубу четвертого німецького дивізіону «Штайнбах», з яким він підписав контракт за кілька днів до зникнення. Стів повинен був приїхати до своєї сім'ї в Париж, але цього так і не сталося.
2 січня 2016 року німецька поліція підтвердила, що виявила тіло Гоурі в переддень Нового року в річці Рейн поблизу міста Крефельд. Причини смерті футболіста, який мав борги і проблеми з наркотиками, не встановлені. Сліди насильства на тілі не були знайдені.

## Досягнення
- Володар Кубка Ліхтенштейну:

«Вадуц»: 2004, 2005
- Чемпіон Ізраїлю:

«Маккабі» (Тель-Авів): 2012–13